# Damara (Repubblica Centrafricana)
Damara è una subprefettura della Prefettura di Ombella-M'Poko, nella Repubblica Centrafricana. 